# 油蓝A
油蓝A（也称为溶剂蓝36）是一种蓝色的溶剂染料，分子式C20H22N2O2，带有蒽醌基团，常用于塑料染色。